# A Sanctuary – Génrejtek szereplőinek listája
Ez a szócikk a Sanctuary – Génrejtek című kanadai sci-fi-fantasy televíziós sorozat szereplőinek listáját tartalmazza. Főszereplői Amanda Tapping, Robin Dunne, Emilie Ullerup, Christopher Heyerdahl és Ryan Robbins. A szereplők különféle természetfeletti, abnormális élőlények, melyek a Menedékben biztonságban élhetnek a külvilágtól, illetve a külvilág is biztonságban élhet tőlük. Dr. Helen Magnus (Tapping) és csapata ezen természetfelettiek megsegítését tűzte ki céljául.

## Főszereplők
- Dr. Helen Magnus - Amanda Tapping

157 éves, a 19. század közepén született Angliában a híres tudós, Gregory Magnus lányaként. Orvos és tudományos kutató, szakterülete a kriptozoológia és az exobiológia, emellett tudása nagyon széles körű. Annak szenteli életét, hogy elfogja és megvédje a „szörnyeket”. Ő működteti a Menedék nevű helyet, ahol e természetfeletti lényeket tanulmányozza és segíteni próbál rajtuk.
- Dr. Will Zimmerman - Robin Dunne

Zseniális törvényszéki pszichiáter, azonban képtelen volt alkalmazkodni a bűnüldözés szabályaihoz, elvesztette állását az FBI-nál, így a gyilkosságiakhoz került. Dr. Helen Magnus állást kínált neki a Menedékben, hogy munkáját segítse azoknál a természetfeletti lényeknél, akiknek különösen nehéz a bizalmukba férkőzni. Will egy teljesen új és furcsa világba csöppent, ami egyszerre volt számára hihetetlen és mégis elfogadható. Miközben ötletei segítségével előrébb jut a munkában, az abnormális lények világát fantasztikusnak tartja abból a szempontból, hogy végre megérti azt.
- Ashley Magnus - Emilie Ullerup

Dr. Magnus és John Druitt lánya, profi szörnyvadász édesanyja mellett. Abnormális képessége a teleportálás, melyet apjától örökölt. Képességét nem tudta használni egészen addig, míg a Szövetség drogokkal kevert vámpír vért nem fecskendezett szervezetébe. Az ősi vér és az Ötök tagjaitól származó DNS segítségével a Szövetség egy gyilkológéppé változtatta Ashleyt, aki ezzel már a szuper erő és a gyors regenerálódás képességét is magáénak tudhatta.
- Henry Foss - Ryan Robbins

A Menedék számítástechnikusa, fegyvertervezője és védelmét ellátója, többek között ő találta fel a rövidhullámú hangfegyvert. Henry vérfarkasként maga is természetfeletti képességekkel bír. Az Edward című epizódban arra kérte Dr. Magnust, szabadítsa meg a vérfarkas-léttől, de végül meggondolta magát. Képességei, ereje többször is hasznosnak bizonyultak, amikor más természetfeletti lénnyel kellett szembeszállnia, vagy a Cabaltól megszöknie.
- John Druitt - Christopher Heyerdahl

Dr. Magnus egykori szerelme, aki Helen egyik első páciense volt. Ő is az Ötök tagja, speciális képessége a teleportálás időben és térben. Sajnálatos módon minden teleportáció kárt okozott agyában, ettől gyilkos ösztönei felszínre törtek, és Hasfelmetsző Jack néven nyolc prostituáltat gyilkolt meg az 1800-as évek végén. Társa, Nikola Tesla által kínzásként alkalmazott elektrosokk mellékhatásként gátat vetett erőszakos hajlamainak, és az első évad végétől aktív tagként segíti a Menedék erőfeszítéseit. Miután lányát, Ashleyt megölték, Teslával együtt a Cabal megmaradt sejtjeit számolják fel.
- Nagyfiú - Christopher Heyerdahl

Nagyfiú egy neandervölgyi-típusú lény, aki korábbi életében szeretett gyerekeket ijesztgetni. Miután a doktor rátalált és megszabadította néhány lövedéktől, nem akarta elhagyni a Menedéket, így állást kapott Dr. Magnustól. Inas, sofőr vagy testőr szerepet tölt be Dr. Magnus mellett. A sorozat elején bevallja Willnek, hogy őt is megijesztette egyszer, ám a kezdeti félelem után Will és Nagyfiú egyre jobb kapcsolatba kerültek, Will tiszteli és barátjaként kezeli őt.
- Kate Freelander - Agam Darshi

Kate Chicagóban született és nőtt fel, apja meggyilkolása után hagyta el a várost. Első megjelenése a 2. évad bevezető epizódjában volt, mint a Cabal szabadúszója. Miután a Cabal ellene fordult, beállt Magnus csapatába, részt vett a Cabal és szuperkatonái ellen folyó harcban, azóta Ashley helyét tűnik átvenni a Menedékben.

## További szereplők
- Nikola Tesla - Jonathon Young

Az Ötök egyik tagja, akiből az ősi vámpír vér hatására részben ember, részben vámpír lett. Jó ízlése van a minőségi borok területén. Megveti az emberiséget, miért századokkal korábban kipusztították a tiszta vérű vámpírokat. Tesla elhagyta az Ötöket, és több mint hatvan évre elvonult, hogy vámpír őseinek felélesztésén dolgozzon. Többször került összetűzésbe Helennel és társaival, ám segítségükre volt az ősi vér megszerzésében a Cabal Lazarus-vírusa ellen, majd a Menedék-hálózat védelmében vívott harcban is.
- Dr. James Watson - Peter Wingfield

Az Ötök egyik tagja, az ősi vér hatására intelligenciája exponenciálisan megnőtt. Képes volt megalkotni egy olyan szerkezetet, mely életben tartotta több mint száz éven át. Watson maga a történelmi figura, Sherlock Holmes, akinek ragyogó elméjéről Arthur Conan Doyle a történeteit írta. Watson akarta, hogy Holmes legyen a középpontban, így ő háttérben maradhatott. Korábban Druitt barátja volt, amíg ki nem derült róla, hogy ő a Hasfelmetsző Jack, majd ellenségekké váltak. Később ő lett az angol Menedék vezetője, és a Nagy felfedezések című epizódban Dr. Magnus csapatával együtt segít az ősi vámpír vér felkutatásában. A kutatás során létfenntartó szerkezete tönkremegy, James hirtelen öregszik száz évet, majd meghal.
- Sylvio Rudd - Panou

Sylvio fegyverkereskedő, ő látja el a Menedéket a legjobb, legújabb fegyverekkel, felszerelésekkel. A fekete piacon is megfordul, bármit elad vagy megszerez. A gyilkos hegy című részben Helennel és Willel tartott egy abnormális lény befogására. Az epizód során a telepatikus képességekkel rendelkező lény meggyilkolta őt.
- Dana Whitcomb - Lynda Boyd

A Cabal irányítója, többek között a Lazarus-vírus kifejlesztésével, elterjesztésével kapcsolatos műveleteket irányítja. Részt vett Ashley vámpír-hibrid szuperkatonává változtatásában. Miután a Nagy felfedezések című epizódban a Dr. Magnus és csapata legyőzik a Cabalt, Whitcomb menekülni kényszerül, de Druitt követi őt.
- Joe Kavanaugh - Kavan Smith

Joe Kavanaugh rendőrnyomozó, aki nem igazán ismeri el Will munkáját, képességeit. Ennek ellenére miután Will kilépett a rendőrségtől és csatlakozott a Menedékhez, Kavanaugh többször kérte a segítségét rendkívüli esetekben. Idővel a tisztelet és elismerés is kialakult benne Will iránt.
- Clara Griffin - Christine Chatelain

Clara Nigel Griffin unokája, aki maga is az Ötök közé tartozott a láthatatlanság képességét birtokolva. Clara örökölte nagyapja képességét, így segíteni tudott az ősi vámpír vér felkutatásában, amikor a Lazarus-vírus megállításán fáradozott Dr. Magnus és csapata. Később az angol Menedékben dolgozott, és Will barátnője lett, ám a Cabal hibridjei megölték őt a Nagy felfedezések című epizódban.
- Gregory Magnus - Jim Byrnes

Helen Magnus édesapja, a 19. század egyik nagy tudósa, bár sokan őrültnek tartották. A 19. század végén a Cabal elrabolta őt, lánya úgy tudta, egy expedíció során tűnt el. A Harcosok című epizódban Helen és társai rábukkantak egy nyomozás során, azonban emlékeit elveszítette. Az epizódban Helen sikeresen eltávolította belőle azt a parazitát, melynek segítségével a Cabal irányíthatta apját, ekkor visszanyerte emlékeit. Azonban nem akarván veszélyeztetni lányát és a Menedéket, inkább távozott.
- Declan MacRae - Robert Lawrenson

A londoni Menedék vezetője, amíg azt el nem pusztították a Cabal hibrid katonái. Azután ideiglenesen csatlakozott Dr. Magnus csapatához, és a Veritas című részben át is vette az irányítást egy időre Helentől.

## További abnormális szereplők
- Adam Worth - Ian Tracey

Adam disszociatív identitásos, akinek agyán egy Dr. Jekyll és egy Mr. Hyde jelleme osztozik. Helen Magnus egyszer már végzett vele, azonban Adam visszatért. A 3-4. évad fontos szereplője, aki mindent megtesz azért, hogy visszamenjen az időbe, és halott lányát megmentse.
- Alexij - Cainan Wiebe

A 10 év körüli kisfiú Csernobilban született, oldalából egy önállóan gondolkodó, elsősorban a fiú védelmében gyilkoló nyúlvány nőtt ki, melyet mások félelme sarkall gyilkolásra.
- Kétarcú - Chuck Campbell

Az elölről vidám, hátulról mérges, gonosz arcú lény egyike azoknak, akik időnként sétálgathatnak a Menedéken belül, lévén nem veszélyesek.
- Sellők

A Menedékben élő egy példány (Mandy May), illetve a Bermuda-háromszögben élő társai telepatikus úton képesek kommunikálni egymással.
- Morrígan - Miranda Frigon, Leah Cairns, Laura Mennell

Danu, Tatha és Caird három különleges képességgel és hatalommal bíró nő, akik megjelenésekor a Cabal ellenségei holtan esnek össze.
- Összecsuklók

Egyfajta gumiemberek, akik képesek rugalmas csontvázukat összehúzni, és így akár csatornákban, szűk nyílásokon is átférnek.
- Mr. Jones

A szárnyakkal rendelkező, repülni képes Mr. Jones a város kábítószer kereskedelmének irányítója.
- Nubbinok

Kedves, kis szőrgombócok, képesek láthatatlanná válni, nagyon gyorsan szaporodnak, nagy számban pedig náluk jóval nagyobb ragadozók legyőzésére is képesek.
- Edward - Michael Eisner

Az autista fiatalember agya számítógépként jegyzi meg, majd adja vissza rajzaiban a korábban látott képeket.
- Nigel Griffin

Nigel Griffin, aki szintén az Ötök tagja volt, a láthatatlanná válás képességét kapta meg az ősi vértől, képessége öröklődött tovább lányára, majd unokájára, Clarára is.
- Nagy Berta

A hatalmas pókszerű abnormális lény a világ legveszélyesebb élőlénye, mely elektromágneses impulzusokkal a föld tektonikus lemezeinek elmozdítására képes. Kis termetű „unokaöccse” a makri, mely elektromágneses hullámokkal kommunikálni képes Bertával, és jelei a Föld összes abnormálisára hatással vannak.
- Terrence Wexford - Paul McGillion

Wexford furcsa arcú, ismeretlen típusú abnormális lény, aki időnként élő rovarokat eszik. Az ősi és középkori műtárgyak szakértője, a Menedék-hálózat megbecsült tagja.

## Külső hivatkozások
- Sanctuary Wiki